# Acosmetia
Acosmetia là một chi bướm đêm thuộc họ Noctuidae.

## Các loài
- Acosmetia aquatilis
- Acosmetia arida Joannis, 1909
- Acosmetia biguttula (Motschulsky, 1866)
- Acosmetia caliginosa (Hübner, [1813])
- Acosmetia chinensis (Wallengren, 1860)
- Acosmetia confusa (Wileman, 1915)
- Acosmetia litorea
- Acosmetia malgassica Kenrick, 1917
- Acosmetia morrisii
- Acosmetia psamoides
- Acosmetia stagnicolor
- Acosmetia tenuipennis Hampson, 1909
- Acosmetia tristis